# Nea Ionia (Tessaglia)
Nea Ionia (in greco Νέα Ιωνία?) è un ex comune della Grecia nella periferia della Tessaglia di 31 929 abitanti secondo i dati del censimento 2001.
È stato soppresso a seguito della riforma amministrativa detta Programma Callicrate in vigore dal gennaio 2011 ed è ora compreso nel comune di Volos.